# Lütgenhausen
Lütgenhausen ist Ortsteil der Gemeinde Rhumspringe im Landkreis Göttingen in Niedersachsen (Deutschland).

## Geographie

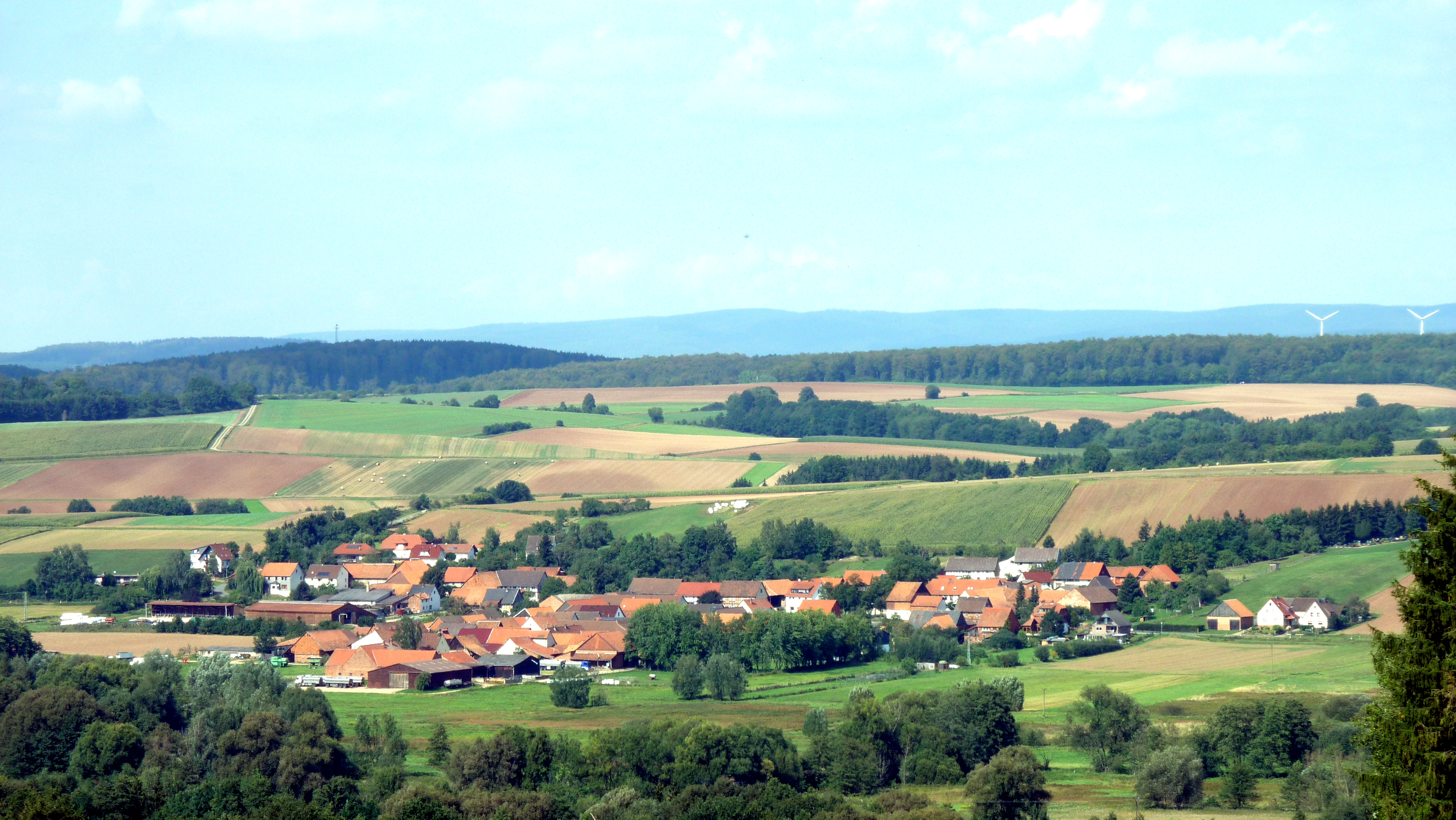
Blick von Süden über das Rhumetal auf Lütgenhausen

Lütgenhausen liegt an der Rhume, die gleichzeitig die Grenze zum Untereichsfeld bildet und zudem im Rahmen des Naturschutzgebiets Rhumeaue, Ellerniederung, Schmalau und Thiershäuser Teiche unter Schutz steht, etwa zwei Kilometer südöstlich von Wollershausen, 500 Meter nördlich von Rüdershausen und gut einen Kilometer nordwestlich von Rhumspringe.

## Geschichte
1776 schuf Benjamin Hase, nach Vorarbeiten von Heinrich Christian Körtje, einen Plan von der Verlegung des Dorfes Lutgenhausen an der Rhume (südlich von Herzberg), der von dem Oberlandbaumeister Friedrich Wilhelm Böttcher kopiert wurde. Hintergrund war die Nähe des Ortes zur Rhume und den damit einhergegangenen Überschwemmungen; der Ort, welcher damals aus 32 Häusern bestand, wurde daraufhin im Jahre 1782 vollständig abgebrochen und an eine höhere Stelle verlegt. Wann die erste Erwähnung stattfand ist unklar, jedoch existiert eine Urkunde aus dem Jahre 1391. In dieser wird der Ort unter dem Namen Lütgen Rüdershausen geführt und es wird erklärt, dass Herzog Ernst von Braunschweig, sowie sein Bruder Friedrich ihre Anteile an dem Dorf Lütgen Rodershusen dem Prälaten zu Pöhlde, Hermann zu Sulingen, verkauften. Vor dem Verkauf stand das Dorf unter der Hoheit des Mainzer Amtes Gieboldehausen.
Mit der Errichtung des Königreichs Westphalen fand auch eine Umstrukturierung der Zugehörigkeit Lütgenhauses statt. So wurde es ab 1807 Teil des Harzdepartements, dem der Distrikt Duderstadt untergeordnet war. Als Glied des Kantons Gieboldehausen besaß das lutherische Kirchdorf Lütgenhausen insgesamt 190 Einwohner, die sich auf 21 Häuser verteilten. Nach der Auflösung des Königreichs Westphalen zählte der Ort zum Amt Herzberg. Die Einwohnerschaft stieg um die Mitte des 19. Jahrhunderts auf 232 Personen, ebenso erhöhte sich die Häuseranzahl auf 38.
Lütgenhausen wurde im Rahmen der kommunalen Gebietsreform in Niedersachsen am 1. Januar 1973 dem Landkreis Göttingen zugeordnet (vorher Landkreis Osterode am Harz) und in die Gemeinde Rhumspringe eingegliedert.

## Wappen
| Wappen von Lütgenhausen | Blasonierung: „Gespalten von Blau und Rot; vorn ein halber silberner (weißer) golden (gelb) bewehrter Adler am Spalt; hinten eine halbe silberne (weiße) Lilie am Spalt.“                                                                                  |
| Wappen von Lütgenhausen | Wappenbegründung: Der halbe Adler geht auf ein Wappen des ersten Schützenvereins aus dem 18. Jahrhundert zurück. Die silberne Lilie ist ein Attribut der Jungfrau Maria, unter deren Patronat die Wollershäuser Kirche steht, zu der die Gemeinde gehörte. |